# Rabat (Marokko)
 For alternative betydninger, se rabat. (Se også artikler, som begynder med rabat)
Rabat (arabisk: الرِّبَاط, ; berbisk: ⴰⵕⴱⴰⵟ, tr. Aṛṛbaṭ) er hovedstad i kongeriget Marokko og også hovedstad for regionen Rabat-Salé-Zemmour-Zaer. Byen har 572.717(2014) indbyggere.
Byen er beliggende ved Atlanterhavet ved floden Bou Regregs udløb. Ved kysten nord for floden ligger sovebyen Salé, Rabats forstad. Tilsammen har de to byer en befolkning på 1.3 mill. Uheldigvis giver tilmudring af flodlejet problemer i forhold til at bevare byens rolle som havneby; men Rabat og Salé opretholder stadig en relativ vigtig industri indenfor tekstil, fødevarer og byggeindustri.
Herudover er turisme og tilstedeværelsen af alle fremmede ambassader i Marokko med til at gøre Rabat til den næstvigtigste by i landet, efter den meget større og økonomisk markante by Casablanca (3,6 mill.)

## Uddannelse
- ESSEC Business School